# Kierzkówka
Kierzkówka – wieś w Polsce,  w województwie lubelskim, w powiecie lubartowskim, w gminie Kamionka. Leży przy rzece Mininie
W latach 1975–1998 miejscowość administracyjnie należała do województwa lubelskiego.
Wieś stanowi sołectwo gminy Kamionka. Według Narodowego Spisu Powszechnego (III 2011 r.) wieś liczyła 430 mieszkańców.

## Części wsi
| SIMC    | Nazwa   | Rodzaj    |
| ------- | ------- | --------- |
| 0382622 | Olszyna | część wsi |